# Белишево (Новгородська область)
Белишево (рос. Белышево) — присілок у Окуловському районі Новгородської області Російської Федерації.
Населення становить 0  осіб. Належить до муніципального утворення Угловське міське поселення.

## Історія
До 1927 року населений пункт перебував у складі Новгородської губернії. У 1927-1944 роках перебував у складі Ленінградської області.
Згідно із законом N 355-ОЗ від 2 грудня 2004 року належить до муніципального утворення Угловське міське поселення.

## Населення
| 2002 | 2006 | 2010 | 2011 |
| ---- | ---- | ---- | ---- |
| 3    | ↘2   | ↘1   | ↘0   |